# Heavenphetamine
Heavenphetamine — японський музичний колектив, заснований у 2018 році в Японії. Колектив мав різні види включаючи тріо та квартет, але згодом став дуетом з Хірокі та Сари. Поєднують у своїй музиці психоделічний рок 60-70-х, пост-панк 80-х, кислотний хаус, нью-вейв та краут-рок. Музичний стиль Heavenphetamine характеризується поєднанням атмосферних клавішних і лаконічних барабанних партій, доповнених синхронним вокалом, що формують експериментальне, багатошарове звучання.

## Історія
У 2021 році вони вирішили залишити Японію та переїхати до Грузії, прагнучи розширити свої музичні горизонти та взаємодіяти з міжнародною аудиторією. Це спонукало гурт адаптувати свій стиль, додавши більше імпровізаційних елементів, що відображає місцеві уподобання.

## Дискографія
У січні 2019 року гурт випустив цифровий альбом «Summer Dream». У серпні 2024 року Heavenphetamine представили дебютний студійний альбом «冬の太陽が照らす死と真  The Sun on a Winter Day», презентований на концерті у Києві. Альбом, за словами музикантів, описує емоції під час війни, суспільство і як воно творить історію, мислення та філософію. До запису альбому доєднались флейтистка Кіра Кремпова та бас-гітарист Євген Король.
«Це музика, де рвані синтезаторні фрази переплітаються з мінімалістичними барабанними ритмами, наспівами японською та хижими соло. Ведуть слухача крізь лабіринти краут-року, тріп-холу, прогресивного року та нойзу».
До дискографії гурту також входять кілька мініальбомів, синглів та лайв-записів.

## Благодійна діяльність
У травні 2022 року Heavenphetamine розпочали благодійний тур NOM Project (Not Only Money), в чотирнадцятьох країнах Європи, включно з Туреччиною, Румунією, Угорщиною, Австрією, Чехією, Німеччиною, Нідерландами, Великобританією, Польщєю, Естонією, Латвією, Сербією та Україною, метою якого було зібрати кошти для підтримки українських благодійних фондів та Збройних Сил України.
За словами учасників гурту: «Це протидія жорстокому поводженню тих людей, які прагнуть війни, керовані жадібністю і бачать грошовий прибуток як свою єдину мету».